# (37843) 1998 DA6
1998 DA6 (asteroide 37843) é um asteroide da cintura principal.
Possui uma excentricidade de 0.14694460 e uma inclinação de 1.22198º.
Este asteroide foi descoberto no dia 22 de fevereiro de 1998 por NEAT em Haleakala.